# Salvelinus drjagini
Salvelinus drjagini är en fiskart som beskrevs av Logashev, 1940. Salvelinus drjagini ingår i släktet Salvelinus och familjen laxfiskar. Inga underarter finns listade i Catalogue of Life.